# Retrimitere (termen juridic)
Retrimiterea este o instituție de drept internațional privat. Retrimiterea oferă posibilitatea legii străine declarate competente să facă o trimitere către o altă lege, fie legea instanței sesizate fie la alt sistem de drept.

## Apariție
Speța Forgo
Forgo, un copil bavarez, este adus în Franța de la vârsta de 5 ani unde rămâne până la sfârșitul vieții fără însă a îndeplini formalitățile necesare pentru dobândirea domiciliului legal. Acesta moare la 68 de ani lasând o importantă avere mobiliară la care au ridicat pretenții în lipsă de testament rudele sale colaterale după mamă, precum și statul francez.
Potrivit normelor conflictuale franceze, succesiunea mobiliară era reglementată de legea ultimului domiciliu al defunctului care în cazul lui Forgo rămăsese în Bavaria. Codul civil bavarez de la acea vreme admitea dreptul la moștenire al rudelor din afara căsătoriei. Dar normele conflictuale franceze prevedeau că succesiunea mobiliară este supusă legii domiciliului de fapt al defunctului. Întrucât Forgo avusese domiciliul de fapt în Franța, Codul civil nu recunoștea rudelor naturale nici un drept de succesiune. Mostenirea fiind considerată vacantă conform dreptului francez, aceasta a revenit statului francez.

## Forme
Retrimiterea poate fi:
- de gradul întâi sau simplă - legea străină declarată competentă retrimite la dreptul instanței sesizate. În acest mod aplicarea legii străine este înlăturată în favoarea dreptului instanței sesizate.
- gradul al doilea sau complexă - legea străină declarată competentă retrimite la o altă lege decât cea a forului. Teoretic retrimiterea poate continua și mai departe de gradul al doilea, dar practic prezintă imporanță doar retrimiterea simplă prin care se înlătură competența legii străine.

## Limite de aplicare
Retrimiterea nu poate opera atunci când instanța nu face trimitere la întregul sistem de drept ci doar la anumite reglementări materiale precise. De asemena, retrimiterea nu este acceptată în toate sistemele de drept iar atunci când este acceptată există situații când aceasta nu poate opera:
- în cazul autonomiei de voință a părților se presupune că ele s-au referit la un anumit sistem de drept cu excluderea posiblității de retrimitere
- cetățenia - determinarea cetățeniei exclude posiblitatea retrimiterii
- regula locus regit actum exclude de asemenea posibilitatea retrimiterii deoarece se are în vedere doar dispozițiile materiale ale legii locului și nu a întregului sistem de drept

## Argumente pro și contra retrimiterii
Pro:
- legea la care se face trimitere nu ar putea fi aplicată în situația în care aceasta se declară necompetentă(și retrimite deci la o altă lege) întrucât s-ar aduce atingere suveranității statului străin
- atunci când norma conflictuală trimite la dreptul străin se are în vedere întregul ansamblu de reglementări inclusiv normele conflictuale
- eficiența unei hotărâri judecătorești se asigură prin neaplicarea legii materiale străine, care a refuzat compentența oferită. Instanța trebuie judece ca în țara unde se va cere exequatur-ul.
- norma conflictuală a forului are o competență subsidiară, în cazul în care legea străină se declară necompetentă, configurând existența unei comunități de vederi cu norma conflictuală străină.
- între sistemele de drept în prezență se realizează o coordonare, care permite evitarea situațiilor conflictuale

Contra:
- retrimiterea depreciază ideea că instanța sesizată stabilește legea aplicabilă în temeiul normelor sale conflictuale și nu după normele conflictuale străine
- retrimiterea implică un cerc vicios, deoarece trimiterea se face la ansamblul dreptului străin, ce retrimite tot la întregul sistem de drept al forului, care dispune iar o retrimitere și așa mai departe, fără ca acest circuit să fie oprit decât în mod arbitrar
- retrimiterea determină o nesiguranță în relațiile cu element de extraneitate întrucât soluțiile concrete depinde de poziția dreptului străin